# Liga Nacional de Fútbol de Rusia 2023-24
La temporada 2023-24 fue la 32.ª edición de la Primera Liga Rusa, campeonato de segunda división de fútbol en Rusia. El torneo empezó el 15 de julio de 2023 y finalizó el 25 de mayo de 2024.

## Movimientos de clubes
Equipos que intercambiaron plazas para esta temporada.

### Hacia la FNL
| Pos  | Descendidos de la Liga Premier de Rusia |
| ---- | --------------------------------------- |
| 15.º | Jimki                                   |
| 16.º | Torpedo Moscú                           |

| Grupo | Ascendidos de la Liga de Fútbol Profesional |
| ----- | ------------------------------------------- |
| 1     | Chernomorets Novorossiysk                   |
| 2     | Sokol Saratov                               |
| 3     | Leningradets                                |
| 4     | F. C. Tiumén                                |

### Desde la FNL
| Pos  | Descendidos a divisiones inferiores |
| ---- | ----------------------------------- |
| 15.º | Veles Moscú                         |
| 16.º | Ufa                                 |
| 17.º | Volga Ulyanovsk                     |
| 18.º | Krasnodar-2                         |

| Pos | Ascendidos de la Liga Nacional de Fútbol |
| --- | ---------------------------------------- |
| 1.º | Rubin Kazán                              |
| 2.º | Baltika Kaliningrado                     |

## Equipos participantes
| Club                        | Ciudad             | Estadio               | Capacidad |
| --------------------------- | ------------------ | --------------------- | --------- |
| FC Akron Tolyatti           | Tolyatti           | Kristall, Zhiguliovsk | 1565      |
| Alania Vladikavkaz          | Vladikavkaz        | Republicano Spartak   | 32 464    |
| FC Chernomorets             | Novorosíisk        | Trud                  | 12 500    |
| PFC Arsenal Tula            | Tula               | Arsenal               | 20 048    |
| FC Sokol Saratov            | Sarátov            | Lokomotiv             | 15 000    |
| FC Dinamo Majachkalá        | Majachkalá         | Dinamo                | 16 100    |
| FC Rodina Moscú             | Moscú              | Spartakovets          | 5000      |
| FC Neftekhimik              | Nizhnekamsk        | Neftekhimik           | 3100      |
| FC Jimki                    | Jimki              | Arena Jimki           | 18 636    |
| FC Shinnik Yaroslavl        | Yaroslavl          | Estadio Shinnik       | 22 990    |
| FC Leningradets             | San Petersburgo    | Petrovski             | 20 895    |
| Torpedo Moscú               | Moscú              | Eduard Streltsov      | 15 076    |
| SKA-Jabarovsk               | Jabárovsk          | Lenin (Jabárovsk)     | 15 200    |
| FC Tiumén                   | Tiumén             | Geolog                | 13 037    |
| FC Volgar Astrakhan         | Astracán           | Central (Astrakhan)   | 21 500    |
| FC Kubán Krasnodar          | Krasnodar          | Kubán                 | 31 798    |
| FC KAMAZ Naberezhnye Chelny | Náberezhnye Chelny | KAMAZ                 | 10 500    |
| FC Yenisey Krasnoyarsk      | Krasnoyarsk        | Central (Krasnoyarsk) | 15 000    |

## Clasificación
| Pos. | Equipo                    | Pts. | PJ | G  | E  | P  | GF | GC | Dif. | Clasificación 2024-25            |
| ---- | ------------------------- | ---- | -- | -- | -- | -- | -- | -- | ---- | -------------------------------- |
| 1    | Jimki (C, A)              | 66   | 34 | 20 | 6  | 8  | 56 | 39 | +17  | Ascenso a Liga Premier           |
| 2    | Dinamo Majachkalá (A)     | 61   | 34 | 18 | 7  | 9  | 37 | 19 | +18  | Ascenso a Liga Premier           |
| 3    | Akron Tolyatti (O, A)     | 59   | 34 | 17 | 8  | 9  | 48 | 26 | +22  | Play-offs de ascenso             |
| 4    | Arsenal Tula              | 55   | 34 | 13 | 16 | 5  | 39 | 25 | +14  | Play-offs de ascenso             |
| 5    | Rodina Moscú              | 55   | 34 | 15 | 10 | 9  | 53 | 31 | +22  |                                  |
| 6    | Yenisey Krasnoyarsk       | 51   | 34 | 15 | 6  | 13 | 55 | 40 | +15  |                                  |
| 7    | Shinnik Yaroslavl         | 51   | 34 | 14 | 9  | 11 | 39 | 41 | −2   |                                  |
| 8    | Alania Vladikavkaz        | 49   | 34 | 12 | 13 | 9  | 42 | 42 | 0    |                                  |
| 9    | Tiumén                    | 48   | 34 | 13 | 9  | 12 | 36 | 35 | +1   |                                  |
| 10   | Torpedo Moscú             | 47   | 34 | 12 | 11 | 11 | 33 | 33 | 0    |                                  |
| 11   | Neftekhimik               | 42   | 34 | 11 | 9  | 14 | 31 | 36 | −5   |                                  |
| 12   | KAMAZ Naberezhnye Chelny  | 41   | 34 | 10 | 11 | 13 | 30 | 36 | −6   |                                  |
| 13   | SKA-Jabarovsk             | 41   | 34 | 11 | 8  | 15 | 33 | 36 | −3   |                                  |
| 14   | Sokol Saratov             | 38   | 34 | 10 | 8  | 16 | 32 | 53 | −21  |                                  |
| 15   | Chernomorets Novorossiysk | 35   | 34 | 7  | 14 | 13 | 30 | 38 | −8   |                                  |
| 16   | Leningradets (D)          | 34   | 34 | 8  | 10 | 16 | 27 | 44 | −17  | Descenso a divisiones inferiores |
| 17   | Volgar Astrakhan (D)      | 34   | 34 | 7  | 13 | 14 | 29 | 44 | −15  | Descenso a divisiones inferiores |
| 18   | Kubán Krasnodar (D)       | 23   | 34 | 5  | 8  | 21 | 20 | 53 | −33  | Descenso a divisiones inferiores |

 Fuente: Soccerway
Criterios de clasificación: 1) Puntos; 2) Partidos ganados; 3) Puntos partidos directos; 4) Partidos ganados en enfrentamientos directos; 5) Gol diferencia en partidos directos; 6) Goles anotados en partidos directos; 7) Goles de visitante en partidos directos; 8) Gol diferencia; 9) Goles anotados; 10) Goles de visitante.
Notas:
1. 1 2  Puntos en partidos directos: Arsenal Tula 4, Rodina Moscú 1.
2. 1 2  Puntos en partidos directos: Yenisey Krasnoyarsk 4, Shinnik Yaroslavl 1.
3. 1 2  Puntos en partidos directos: KAMAZ Naberezhnye Chelny 4, SKA-Jabarovsk 1.
4. 1 2  Puntos en partidos directos: Leningradets 4, Volgar Astrakhan 1.

## Resultados
| Local \ Visitante | AKR | ALA | ARS | CHE | DYN | KAM | JIM | LEN | KUB | NEF | ROD | SKA | TOR | TIU | SOK | VOL | YAR | YEN |
| ----------------- | --- | --- | --- | --- | --- | --- | --- | --- | --- | --- | --- | --- | --- | --- | --- | --- | --- | --- |
| Akron             |     | 1–0 | 5–1 | 0–0 | 3–1 | 2–0 | 0–2 | 0–0 | 6–0 | 0–0 | 0–2 | 2–1 | 2–1 | 1–2 | 2–0 | 0–1 | 3–1 | 3–1 |
| Alania            | 1–1 |     | 1–1 | 1–2 | 2–0 | 2–0 | 1–4 | 1–0 | 3–0 | 1–0 | 1–2 | 2–1 | 2–0 | 1–1 | 0–0 | 1–2 | 1–1 | 2–1 |
| Arsenal Tula      | 1–0 | 3–3 |     | 2–0 | 0–0 | 2–0 | 0–2 | 0–0 | 3–1 | 1–0 | 1–0 | 1–0 | 1–1 | 0–0 | 3–0 | 0–0 | 2–0 | 2–0 |
| Chernomorets      | 0–0 | 1–1 | 2–1 |     | 0–0 | 0–0 | 1–3 | 0–1 | 3–0 | 0–1 | 0–0 | 3–0 | 1–2 | 0–1 | 5–3 | 1–1 | 1–0 | 0–2 |
| Dinamo Majachkalá | 0–1 | 3–0 | 0–0 | 1–0 |     | 0–1 | 1–0 | 2–0 | 2–0 | 1–0 | 2–0 | 2–0 | 0–2 | 3–1 | 2–0 | 3–0 | 1–1 | 1–0 |
| KAMAZ             | 1–0 | 1–1 | 0–0 | 1–0 | 2–1 |     | 2–2 | 1–1 | 2–0 | 0–1 | 1–3 | 1–0 | 1–0 | 2–1 | 1–2 | 2–2 | 4–0 | 1–1 |
| Jimki             | 2–2 | 2–2 | 3–2 | 2–1 | 1–0 | 1–0 |     | 2–1 | 1–1 | 1–3 | 2–0 | 0–0 | 1–2 | 3–0 | 5–4 | 0–0 | 0–1 | 1–0 |
| Leningradets      | 1–1 | 3–3 | 1–1 | 0–1 | 1–2 | 0–0 | 1–3 |     | 0–1 | 1–2 | 1–1 | 0–1 | 2–3 | 1–0 | 0–2 | 0–0 | 0–1 | 0–4 |
| Kubán             | 0–1 | 0–1 | 0–0 | 2–2 | 1–1 | 1–2 | 0–1 | 0–2 |     | 1–1 | 1–0 | 1–1 | 2–1 | 1–1 | 0–0 | 2–0 | 0–2 | 1–2 |
| Neftekhimik       | 1–1 | 3–0 | 0–0 | 1–1 | 0–3 | 2–0 | 0–1 | 1–2 | 2–1 |     | 1–4 | 2–0 | 0–0 | 0–2 | 0–0 | 2–1 | 1–2 | 0–0 |
| Rodina Moscú      | 0–1 | 1–2 | 1–1 | 4–0 | 0–0 | 1–0 | 1–2 | 2–0 | 1–0 | 3–0 |     | 1–1 | 2–0 | 1–1 | 4–0 | 3–0 | 1–4 | 2–1 |
| SKA-Jabarovsk     | 1–0 | 0–1 | 1–1 | 0–0 | 0–2 | 0–0 | 3–1 | 2–1 | 2–0 | 0–1 | 2–1 |     | 2–0 | 2–0 | 3–1 | 1–1 | 2–0 | 3–0 |
| Torpedo Moscú     | 1–0 | 0–0 | 1–1 | 1–1 | 2–0 | 1–0 | 1–2 | 2–3 | 1–0 | 2–1 | 1–1 | 2–0 |     | 0–0 | 0–1 | 0–3 | 1–1 | 1–0 |
| Tiumén            | 0–2 | 0–1 | 1–2 | 1–1 | 0–0 | 2–0 | 3–1 | 4–0 | 3–0 | 0–3 | 2–2 | 1–0 | 0–0 |     | 2–0 | 1–0 | 0–2 | 1–0 |
| Sokol Saratov     | 0–1 | 0–0 | 0–3 | 0–0 | 1–0 | 1–1 | 1–0 | 0–1 | 1–3 | 2–2 | 1–1 | 1–0 | 0–2 | 2–1 |     | 1–0 | 3–2 | 0–2 |
| Volgar            | 1–4 | 1–0 | 1–1 | 1–1 | 0–1 | 2–1 | 0–2 | 1–2 | 2–0 | 1–0 | 0–4 | 1–1 | 1–1 | 1–2 | 1–2 |     | 0–0 | 2–2 |
| Shinnik Yaroslavl | 1–0 | 3–3 | 1–0 | 2–1 | 0–1 | 2–2 | 1–2 | 0–0 | 1–0 | 1–0 | 0–2 | 2–1 | 1–1 | 1–2 | 1–0 | 2–1 |     | 1–1 |
| Yenisey           | 2–3 | 4–1 | 0–2 | 3–1 | 0–1 | 2–0 | 4–1 | 0–1 | 2–0 | 2–0 | 2–2 | 4–2 | 1–0 | 2–0 | 5–3 | 1–1 | 4–1 |     |

## Play-offs de ascenso-descenso
Los equipos que finalizaron en el puesto 13 y 14 de la Liga Premier de Rusia se enfrentaron a los equipos ubicados 3 y 4 de la Primera Liga de Rusia. La conformación de las llaves se realizó mediante sorteo el 22 de mayo de 2024.
| Equipo 1           | Agr. | Equipo 2       | Ida | Vuelta |
| ------------------ | ---- | -------------- | --- | ------ |
| Ural Ekaterimburgo | 2–3  | Akron Tolyatti | 0–2 | 2–1    |
| Nizhni Nóvgorod    | 3–2  | Arsenal Tula   | 1–2 | 2–0    |

### Llave 1
| Ida; 29 de mayo de 2024 | Ural Ekaterimburgo | 0 – 2   | Akron Tolyatti                 | Estadio Central, Ekaterimburgo                               |                                                              |
| 19:00 (UTC+5)           |                    | Reporte | - Anđelković 67' - Danilin 72' | Asistencia: 13 511 espectadores Árbitro(s): Vasily Kazartsev | Asistencia: 13 511 espectadores Árbitro(s): Vasily Kazartsev |

| Vuelta; 1 de junio de 2024 | Akron Tolyatti | 1 – 2 (Global 3 – 2) | Ural Ekaterimburgo | Estadio Kristall, Zhiguliovsk                                  |                                                                |
| 16:00 (UTC+4)              | Ponce 47'      | Reporte              | Begić 74', 79'     | Asistencia: 2827 espectadores Árbitro(s): Vladislav Bezborodov | Asistencia: 2827 espectadores Árbitro(s): Vladislav Bezborodov |

- Akron Tolyatti ganó 3-2 en el global y ascendió a la RPL; Ural Ekaterimburgo descendió a la Primera Liga.

### Llave 2
| Ida; 29 de mayo de 2024 | Nizhni Nóvgorod  | 1 – 2   | Arsenal Tula             | Estadio de Nizhni Nóvgorod, Nizhni Nóvgorod                 |                                                             |
| 19:15 (UTC+3)           | Botaka 8' (a.g.) | Reporte | - Kaynov 2' - Botaka 33' | Asistencia: 14 339 espectadores Árbitro(s): Kirill Levnikov | Asistencia: 14 339 espectadores Árbitro(s): Kirill Levnikov |

| Vuelta; 1 de junio de 2024 | Arsenal Tula | 0 – 2 (Global 2 – 3) | Nizhni Nóvgorod                    | Estadio Arsenal, Tula                                   |                                                         |
| 18:00 (UTC+3)              |              | Reporte              | - Bozhenov 18' - Botaka 58' (a.g.) | Asistencia: 4997 espectadores Árbitro(s): Pavel Kukuyan | Asistencia: 4997 espectadores Árbitro(s): Pavel Kukuyan |

- Nizhni Nóvgorod ganó 3-2 en el global y permaneció en la RPL; Arsenal Tula permaneció en la Primera Liga.